# Скрижалі Джорджії
Джорджійські скрижалі (англ. Georgia Guidestones) — гранітний монумент, встановлений 1980 року в окрузі Елберт у штаті Джорджія, США. Ця споруда анонімного авторства містила інформацію, що, за задумом творців, повинна допомогти побудувати краще суспільство в разі глобальної катастрофи. Монумент знищений актом вандалізму в 2022 році.

## Архітектура

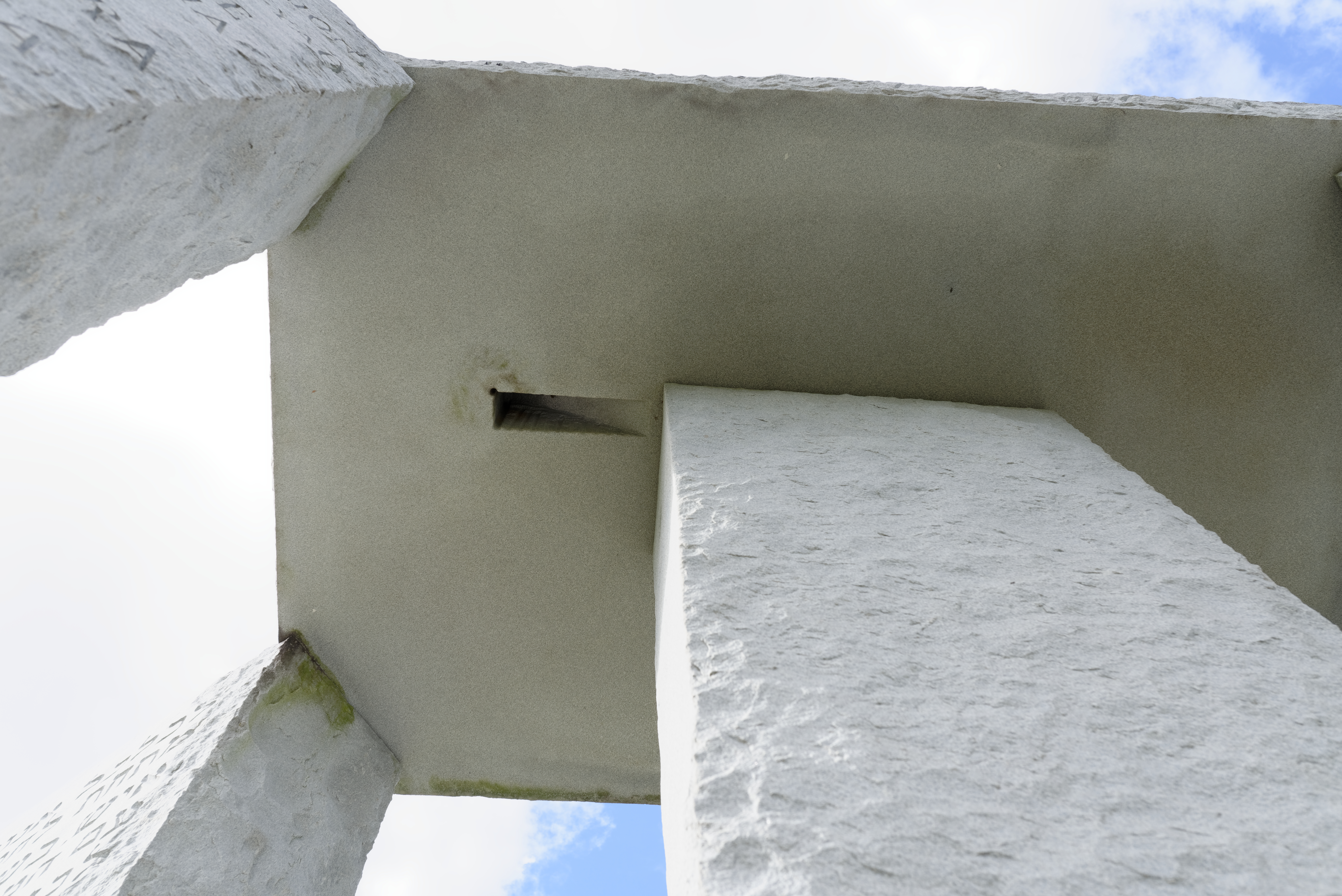
Отвір для астрономічних спостережень

Висота монумента складала майже 6 м, він був побудований із шести гранітних плит загальною масою близько 100 тонн. Одна плита розташована в центрі, чотири — навколо неї в формі букви X. Остання плита розташована горизонтально поверх цих п'яти плит, вирівняних відповідно до астрономічних подій. Недалеко на захід від пам'ятника на землі є кам'яна табличка з написом про історію виникнення і призначення Скрижалей.
Монумент містив довгий напис восьмома сучасними мовами, а на вершині пам'ятника коротший напис на 4 стародавніх мовах: аккадській, класичній грецькій, санскриті і староєгипетській.
Чотири основні плити орієнтувалися відповідно до річного циклу переміщення Сонця по небу. В центральній плиті-колоні був отвір, через який можна було побачити Полярну зірку в будь-яку пору року, а також отвір, що вирівнюється за сонячним сонцестоянням і рівноденнями. Через отвір розміром 2,23 см (7/8 дюйма) у верхній плиті-даху сонячне світло проникало щодня опівдні, потрапляючи на центральний камінь і вказуючи на день року.

## Історія
Замовлення на зведення монумента було дане в червні 1979 року будівельній фірмі «Elberton Granite Finishing Company» людиною, що представилася Робертом Крістіаном (англ. Robert C. Christian). Він замовив монумент від імені «невеликої групи прихильних американців» і пояснив, що камені будуть функціонувати як компас, календар і годинник, і повинні бути здатні «витримувати катастрофічні події». Як пояснював Крістіан, він хотів, аби гранітний монумент міг би конкурувати з британським неолітичним монументом Стоунгенджем, який і надихнув його. Він стверджував, що розробляв тест на Скрижалях разом з однодумцями 20 років. Крістіан надав макет і 10 сторінок опису.
22 березня 1980 року пам'ятник був відкритий конгресменом Дугом Барнардом перед аудиторією в 200—300 осіб. Пізніше Крістіан передав право власності на землю та Скрижалі округу Елберт. У 1981 році монумент обгородили колючим дротом, щоб захистити його від худоби, що випасалася навколо.
У 2008 році пам'ятник зазнав вандалізму з боку місцевої християнської громади: його поверхню було зіпсовано написами поліуретановою фарбою. Згідно з написом, громада вбачала в монументі настанову для Нового світового ладу. Журнал Wired назвав цю подію «першим серйозним актом вандалізму в історії Скрижалей».
6 липня 2022 року невідомі підірвали Джорджійські скрижалі. Вибух знищив одну зі скрижалей і пошкодив верхню плиту, через що увесь монумент було розібрано «з міркувань безпеки» урядом штату. Розкопки на місці Скрижалей показали, що під ними не було капсули часу, як стверджував напис.

## Написи сучасними мовами

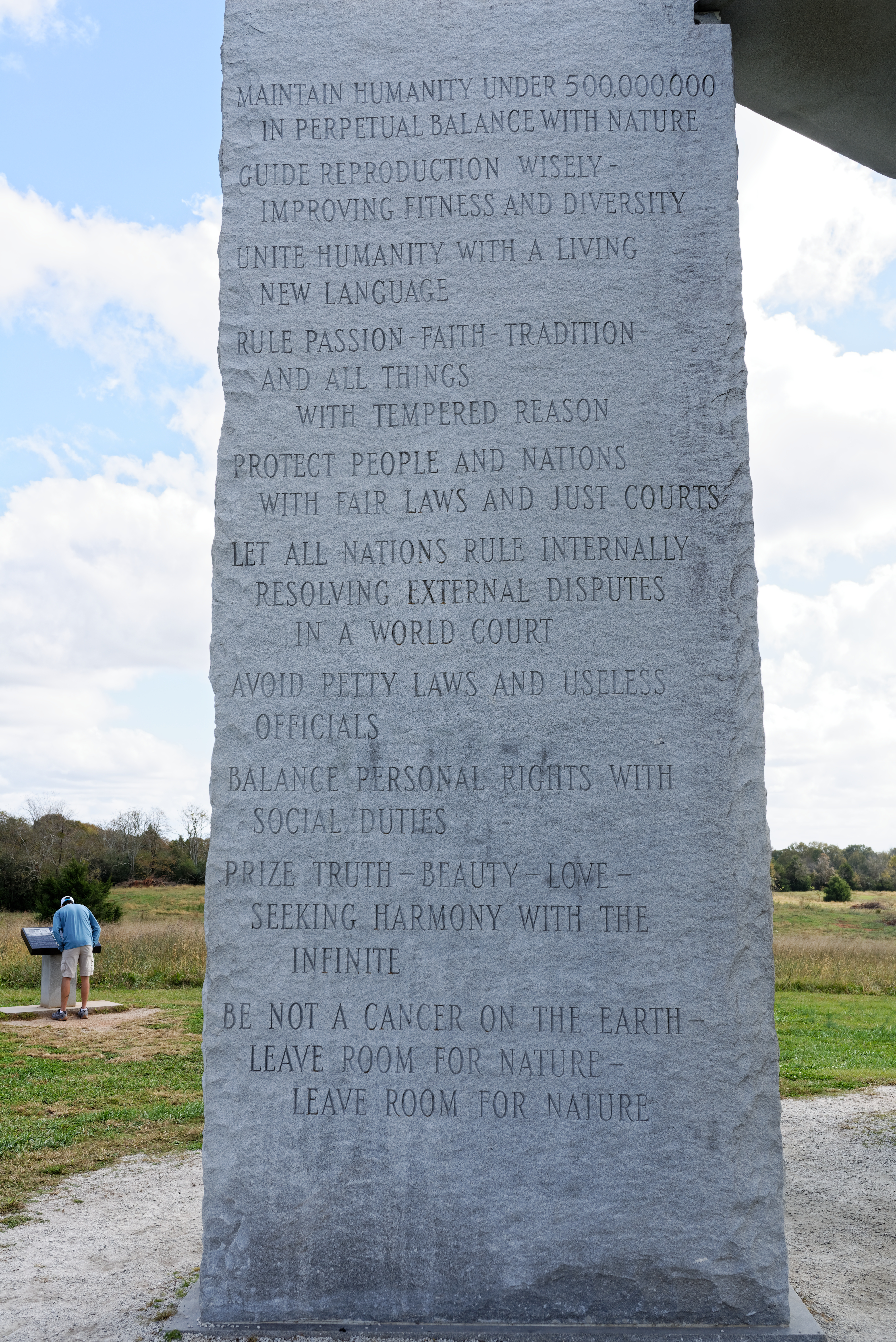
Заповіді англійською мовою

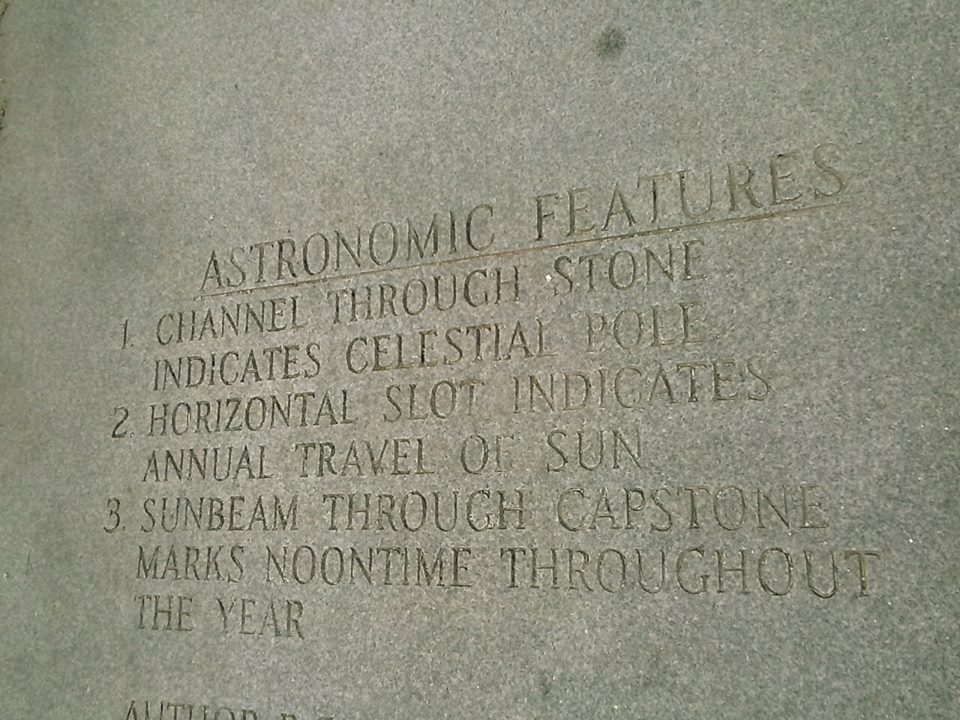
Пояснення до астрономічного використання Скрижалей

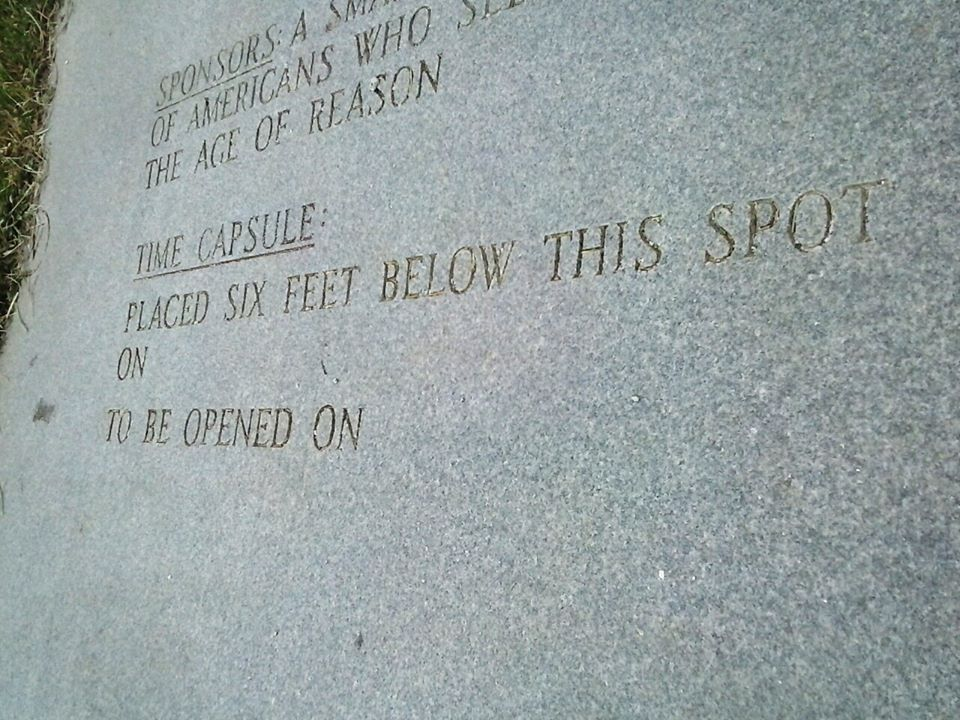
Напис про капсулу часу під монументом. Дата відкриття не була вказана

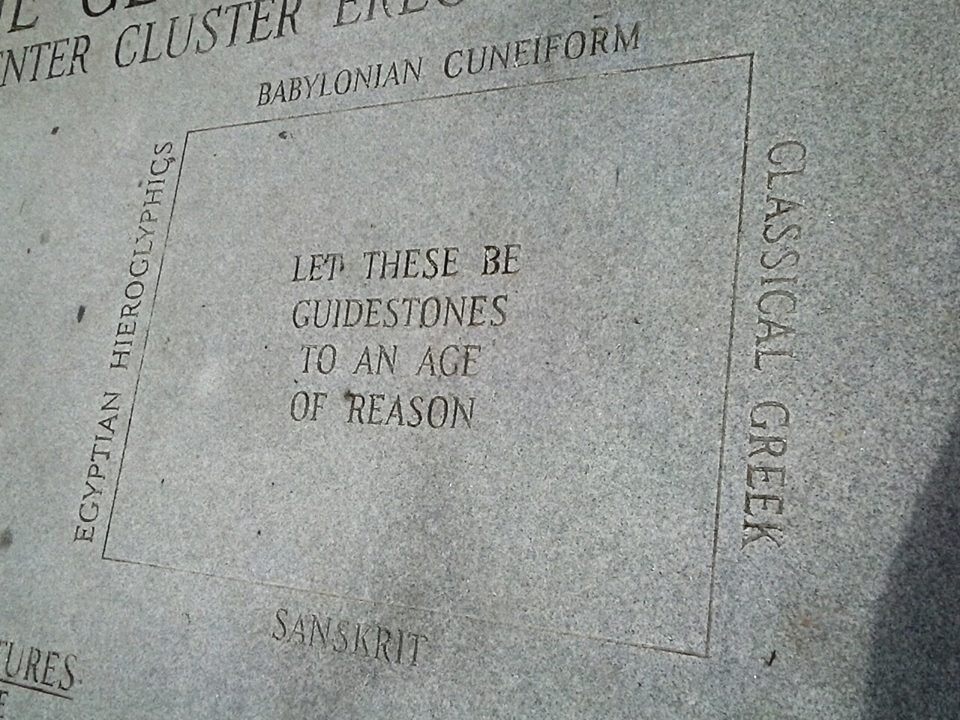
Схема розташування написів стародавніми мовами

Напис складається з десяти принципів (заповітів) і вигравійований на 8 сучасних мовах, по одній мові на кожній стороні чотирьох вертикальних плит. Якщо обходити споруду за годинниковою стрілкою з півночі, то порядок мов такий: англійська, іспанська, суахілі, гінді, іврит, арабська, китайська і російська.
Текст англійською мовою проголошує:
1. Maintain humanity under 500,000,000 in perpetual balance with nature.
2. Guide reproduction wisely — improving fitness and diversity.
3. Unite humanity with a living new language.
4. Rule passion — faith — tradition — and all things with tempered reason.
5. Protect people and nations with fair laws and just courts.
6. Let all nations rule internally resolving external disputes in a world court.
7. Avoid petty laws and useless officials.
8. Balance personal rights with social duties.
9. Prize truth — beauty — love — seeking harmony with the infinite.
10. Be not a cancer on the earth — Leave room for nature — Leave room for nature[11].

Іспанський текст:
1. Mantener a la humanidad bajo 500,000,000 en perpetuo equilibrio con la naturaleza.
2. Guíar sabiamente a la reproducción, mejorando la idoneidad y la diversidad.
3. Unir a la humanidad con una nueva lengua viva.
4. Guíar la pasión — la fé — la tradición — y todas las cosas con la razón templada.
5. Proteger a los pueblos y a las naciones con leyes y tribunales justos.
6. Dejar a todas las naciones gobernarse internamente, resolviendo las disputas externas en una corte mundial.
7. Evitar leyes mezquinas y funcionarios inútiles.
8. Equilibrar los derechos personales con los deberes sociales.
9. Valorar la verdad — la belleza — el amor — buscando la armonía con el infinito.
10. No ser un cáncer sobre la Tierra. — Dejar espacio para la naturaleza. — Dejar espacio para la naturaleza.

Російський текст (з деякими неточностями):
1. Пусть земное население никогда не превышает 500.000.000.[,] пребывая в постоянном равновесии с природой
2. Разумно регулируйте рождаемость[,] повышая ценностб[ь] жизненной подготовки и многоов[б]разия человечества
3. Найде[ё]м новый живой язык[,] способный объединить человечество.
4. Проявляйте терпимость в вопросах чувств, веры, традиций и им подобных
5. Пусть спраь[в]едливые законы и беспристрастный суд встанут на защиту народов и наций
6. Пусть каждая нация сама рещ[ш]ает свои внутренние дела, вынося на мировой суд общенародные проблемы.
7. Избегайте мелочных судебных тяжб и бесполезных чиновников.
8. Поддерживайте равновесие между личными правами и общественными обязан[н]остями.
9. Превыше всего цените правду, красоту, любовь, стремясь к гармонии с бесконечностью.
10. Не будьте раковой опухолью для земли, природе тоже оставьте место!

Український переклад
1. Підтримуйте кількість населення на рівні не вище за 500 000 000, у постійній рівновазі з природою.
2. Розумно регулюйте народжуваність, покращуючи своє здоров'я і виробляючи своєрідність.
3. Об'єднайте людство новою живою мовою.
4. Керуйте пристрастю, вірою, традицією, і всіма речами стримано і розумно.
5. Захищайте людей і народи справедливими законами і судами.
6. Нехай кожна нація сама вирішує свої внутрішні справи у всесвітньому суді.
7. Уникайте дріб'язкових законів і даремних чиновників.
8. Підтримуйте рівновагу між особистими правами і громадськими обов'язками.
9. Понад усе цінуйте правду, красу, любов, шукаючи гармонії з нескінченністю.
10. Не будьте раковою пухлиною для землі, залиште місце для природи!

## Оцінки
Написи на каменях широко критикувалися за те, що фактично схвалюють євгеніку та контроль кількості населення.
На початку 2005 року теоретик змови, який писав під псевдонімом Джон Коннор (правий активіст Марк Дайс), повідомив на своєму вебсайті, що «Скрижалі слід розбити на мільйон шматочків, а потім використати уламки для будівництва», бо вони «мають глибоке сатанинське походження та послання». Камені стали постійним символом конспірологічного руху QAnon, який пов'язував їх із пандемією Covid та вигаданою змовою про работоргівлю.
Теоретик змови Джей Вейднер вважав, що псевдонім людини, яка замовила камені — «Р. К. Крістіан» — вказує на Крістіана Розенкройца, засновника Ордену Розенкройцерів.
Кандісс Тейлор, кандидат на посаду губернатора Джорджії від республіканців у 2022 році, назвала скрижалі «сатанинськими» в передвиборній рекламі; її передвиборча платформа закликала усунути пам'ятник.